# 스타게이트 아틀란티스
스타게이트 아틀란티스는 스타게이트 SG-1에 이어 제작된 드라마이다.
영화 스타게이트의 스토리를 이어 제작된 스타게이트 SG-1이 종영되기 전에 방영되기 시작했다.
페가수스 은하계를 무대로 스타게이트를 건설한 고대인들의 자취를 찾아 아틀란티스로 떠난 일행의 이야기이다.

## 같이 보기
- 스타게이트
- 스타게이트 SG-1